# 報告狗班長
報告狗班長（英語：Dog Whisperer with Cesar Millan），美國真人實境秀節目系列，主要集中於西薩·米蘭（Cesar Millan）如何矯正有問題的犬隻行為，以及教導飼主如何引導他們的寵物狗。
由Sheila Emery與Kay Sumner連同MPH娛樂公司製作，節目於2004年9月開始，於美國國家地理頻道播放，最初只有半小時，之後延長至一小時，美國本土每週觀眾人數估計超過1100萬人。2011年開始，這個系列改至國家地理野生頻道，並於全球八個國家播放。於2012年9月結束。

## 老爹
老爹是美國比特鬥牛犬，西薩狗群中的一隻狗，在電視節目報告狗班長幫助西薩矯正許多狗狗的行為。老爹以牠平靜果斷的個性、對於小狗的耐心、感同身受的能力而被西薩看重。在老爹於2010年2月去世之前（16歲），西薩挑選了另一隻美國比特鬥牛幼犬阿弟（Junior）作為老爹的徒弟，與牠一同見習，並學習牠平靜果斷的個性。

## 名人客串
潔達·蘋姬·史密斯（Jada Pinkett Smith），幫助西薩爭取個人電視秀得以開展，客串了該節目的第100集，此外還邀請了其他明星參與第100集，包括Patti LaBelle,Virginia Madsen,Ed McMahonand Daisy Fuentes，他們都曾在先前集數作客。
| Bob Weide                                                                         | Jake                   | 第一季 第14集 | Jake and King                      |
| Jackie Zeman                                                                      | Goldie                 | 第一季 第20集 | Pepsi and Goldie                   |
| Daisy Fuentes                                                                     | Alfie.                 | 第一季 第26集 | Boyfriend and Alfie                |
| Denise Richards                                                                   | Betty, Lucy and Hank   | 第二季 第08集 | Wild Things                        |
| Phil Jackson and Jeanie Buss                                                      | Princess               | 第二季 第11集 | LA Laker Meltdown                  |
| Mike White                                                                        | Tootsie and Ginger     | 第四季 第03集 | Kiko, Tootsie & Ginger, and Binkey |
| Kathy Griffin                                                                     | Chance and Pom-Pom     | 第四季 第27集 | My Life on the Dog List            |
| Jada Pinkett Smith, Patti LaBelle, Virginia Madsen, Ed McMahon and Daisy Fuentes. | 100 rehabilitated dogs | 第四季 第32集 | 100th Episode Celebration          |
| Jillian Michaels                                                                  | Seven                  | 第六季 第05集 | Hairy Houdini                      |
| Howie Mandel                                                                      | His wife's dog         | 第七季 第01集 | Mandel's Big Deal                  |
| Missi Pyle and Casey Anderson.                                                    | Ellie & J.J.           | 第七季 第03集 | Ellie & J.J. and Oscar             |
| Rhona Mitra                                                                       | Oscar                  | 第七季 第05集 | Honeymoon Hell                     |
| Hugh Hefner                                                                       | Willa & Charlie        | 第九季 第07集 | Playboy Playmates                  |
| Kelsey Grammer                                                                    | George & Elvis         | 第九季 第11集 | Hollywood Hounds                   |

## 外部連結
- 報告狗班長美國網站 （页面存档备份，存于）（英文）
- 金牌馴師中文網站 （页面存档备份，存于）（繁體中文）
- 【西薩教官來了！】報告狗班長（繁體中文）